# 芮乐伟·韩森
芮乐伟·韩森（英語：Valerie Hansen，1958年—）是一位美国历史学家，主要作品有《丝绸之路新史》（The Silk Road: A New History）、《开放的帝国：1600年前的中国历史》（The open empire: a history of China to 1600）、《传统中国日常生活中的协商：中古契约研究》（Negotiating Daily Life in Traditional China）等。